# Aureola di contatto
L'aureola di contatto o aureola metamorfica è un termine geologico che indica la zona che circonda l'area di contatto fra il magma e la roccia che subisce una trasformazione per opera del metamorfismo di contatto. L'estensione dell'aureola di contatto dipende da molti fattori tra cui la temperatura e la pressione del magma, la composizione sia della roccia incassante che del magma. Per esempio i magmi acidi contengono più elementi volatili e determinano una maggiore estensione dell'aureola di contatto. 